# .aero
.aero è un dominio di primo livello generico introdotto nel 2002. È un dominio creato appositamente per il settore industriale dell'aviazione. L'uso è riservato alle aziende, associazioni, enti, compagnie aeree e persone che lavorano in questo ambito.
Il registro è gestito dalla Société internationale de télécommunications aéronautiques (SITA). I domini di secondo livello di due o tre lettere sono concessi rispettivamente secondo i codici vettore IATA e i codici aeroportuali IATA.
L'accordo originale tra SITA e ICANN aveva durata quinquennale con termine previsto per dicembre 2006, ma è stato successivamente rinnovato periodicamente con durata decennale.